# Фосфоресцентний аналіз з підсиленням
Фосфоресцентний аналіз з підсиленням (англ. enhanced phosphorescence analysis, рос. фосфоресцентный анализ с усилением) — використання ефекту люмінесцентного гасіння для підсилення чутливості. Сильне зменшення заселення флуоресцентного синглетного стану зовнішнім важким атомом може привести до зростання заселення флуоресцентного збудженого триплетного стану.